# Johan Daisne

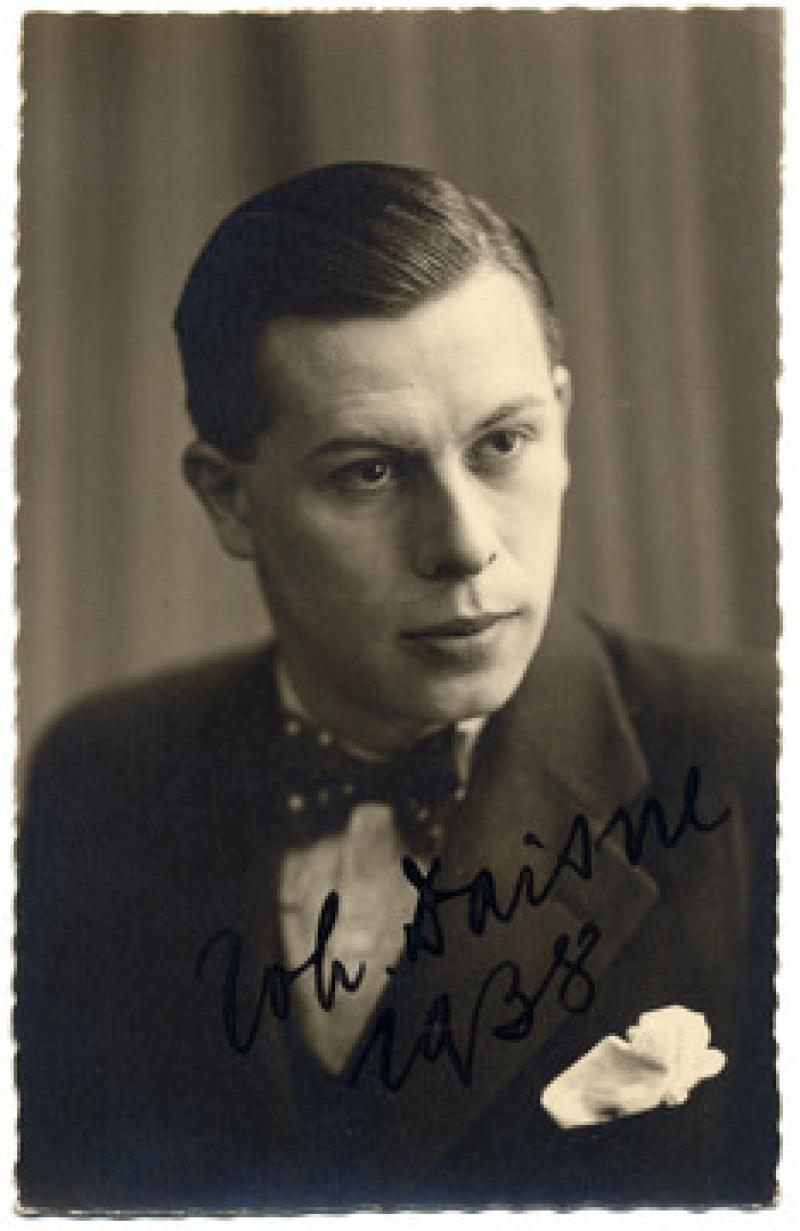
Johan Daisne (1938)

Johan Daisne, verkligt namn Herman Thiery, född 2 september 1912 i Gent, död 9 augusti 1978 i Gent, var en belgisk (flamländsk) författare. Han skrev romaner, pjäser, dikter, essäer och filmkritik. Daisne studerade ekonomi och slaviska språk vid Gents universitet och disputerade 1936. Han var banbrytande i den nederländskspråkiga litteraturen med sin magiska realism. Till hans kändaste verk hör De trap van steen en wolken (1942), De man die zijn haar kort liet knippen (1947, på svenska Mannen som lät snagga sig, 1967) och De trein der traagheid (1950, på svenska Inertia, 2021). De två sistnämnda filmatiserades av André Delvaux på 1960-talet, med titlarna "Mannen som lät snagga sig" (1965) samt "En natt, ett tåg" (1968).